# Воттсвілл (Вірджинія)
Воттсвілл (англ. Wattsville) — переписна місцевість (CDP) в США, в окрузі Аккомак штату Вірджинія. Населення — 1341 особа (2020).

## Географія
Воттсвілл розташований за координатами 37°55′54″ пн. ш. 75°29′49″ зх. д. / 37.93167° пн. ш. 75.49694° зх. д. (37.931790, -75.496944).  За даними Бюро перепису населення США в 2010 році переписна місцевість мала площу 10,72 км², з яких 10,46 км² — суходіл та 0,26 км² — водойми.

## Демографія
Згідно з переписом 2010 року, у переписній місцевості мешкало 1128 осіб у 497 домогосподарствах у складі 325 родин. Густота населення становила 105 осіб/км².  Було 582 помешкання (54/км²).
Расовий склад населення:
| - 64,9 % — білих - 28,0 % — чорних або афроамериканців - 1,1 % — азіатів - 0,4 % — корінних американців - 0,3 % — вихідців з тихоокеанських островів - 2,4 % — осіб інших рас |

До двох чи більше рас належало 2,9 %. Частка іспаномовних становила 3,6 % від усіх жителів.
За віковим діапазоном населення розподілялося таким чином: 19,4 % — особи молодші 18 років, 62,3 % — особи у віці 18—64 років, 18,3 % — особи у віці 65 років та старші. Медіана віку мешканця становила 46,1 року. На 100 осіб жіночої статі у переписній місцевості припадало 92,8 чоловіків;  на 100 жінок у віці від 18 років та старших — 89,4 чоловіків також старших 18 років.
Середній дохід на одне домашнє господарство  становив 47 406 доларів США (медіана — 48 125), а середній дохід на одну сім'ю — 51 368 доларів (медіана — 48 802). За межею бідності перебувало 15,1 % осіб, у тому числі 28,1 % дітей у віці до 18 років та 9,9 % осіб у віці 65 років та старших.
Цивільне працевлаштоване населення становило 672 особи. Основні галузі зайнятості: науковці, спеціалісти, менеджери — 14,7 %, мистецтво, розваги та відпочинок — 14,3 %, будівництво — 14,3 %.